# 松本健志
松本 健志（まつもと たけし、1982年10月15日 - ）は、日本の元ラグビー選手。2016年現在九州共立大学ラグビー部の監督を務めている。

## プロフィール
- 福岡県出身[1]。
- ポジションはロック(LO)、フランカー(FL)、ナンバーエイト（NO.８）
- 身長 186cm、体重 １００kg
- 高校日本代表
- 九州代表に選ばれたことがある[2]。

## 略歴
2001年、佐賀工業高校時代、花園で準優勝。主将である。卒業後、関東学院大学に入学する。
2003年、関東学院大学日本一のメンバー
2004年、関東学院大学ラグビー部の主将に就任した。
2005年、関東学院大学卒業後、コカ・コーラウエストレッドスパークス（現・コカ・コーラレッドスパークス）に加入。
2009年、現役を引退した。
2010年、関東学院大学でフォワードコーチ
2014年、九州共立大学ラグビー部コーチ